# 味真野村
味真野村（あじまのむら）は福井県今立郡にあった村。現在の越前市の南東端にあたる。

## 地理
- 山岳 ： 日野山、武衛山、大平山、唐木岳、岩谷山、野見ヶ岳

## 歴史
- 1889年（明治22年）4月1日 - 町村制の施行により、文室村、萱谷村、上大坪村、野大坪村、清水頭村、宮谷村、上真柄村、金屋村、五分市村、北小山村、南小山村、池泉村、余川村、檜尾谷村、蓑脇村、中居村及び入谷村の区域をもって、味真野村が発足する。
- 1956年（昭和31年）9月30日 - 武生市に編入する。

## 交通

### 鉄道路線
- 福井鉄道
  - 南越線
    - 五分市駅